# Pagodetræ
Pagodetræ (Styphnolobium japonicum) er et mellemstort, løvfældende træ med en rundagtig vækst. Det er værd at bemærke, at træet ikke har torne. Planten tåler tørke og byklima. Blomstringen indledes først efter 15-20 års vækst.

## Beskrivelse
Gamle træer får en åben og lys krone. Stammen er kort og slankt opret i ungdommen, men senere bliver den mere kroget. Hovedgrenene har uregelmæssig vækst, og de bliver efterhånden overhængende eller næsten vandrette. Barken er først glat og mørkegrøn med lyse korkporer, senere bliver den grå, og til sidst får gamle grene og stammen en furet, gråbrun bark. Knopperne sidder spredt, men er skjult under den opsvulmede bladfod hele sommeren igennem. Bladene er uligefinnede med ægformede, helrandede småblade. Oversiden er mørkegrøn og mat, mens undersiden er blågrøn på grund at et fint hårlag. Bladene bliver siddende længe og får efterhånden en svagt gul høstfarve. 
Blomstringen sker i juli-august, og den består af gulligt hvide ærteblomster, der er samlet i endestillede, åbne klaser. Frugterne er bælge, som er karakteristiske ved, at de er sammensnøret mellem frøene.
Rodnettet består af en kraftig pælerod med vidt udbredte siderødder. 
Højde x bredde og årlig tilvækst: 18 x 15 m (40 x 35 cm/år). Tilvæksten er dog betydeligt nedsat efter det 30. år.

## Hjemsted
Tidligere mente man, at træet kun var kendt i dyrket form, men i dag ved man, at det er hjemmehørende i det vestlige Kina. Ernest H. Wilson skrev, at træet var "en vigtig del af vegetationen i de tørre dale i det vestlige Sichuan". 
I Taihan bjergene ved Qinbei vandkraftdæmningen (Henan provinsen) vokser træet sammen med bl.a. Træpæon, Fraxinus chinensis, Juglans mandschurica, Kejser-Eg, Pinus populiformis, Pteroceltis tatarinowii, Vitex cinerea, Vitex heterophylla, Vitex negundo og Østligt Livstræ.

## Note
1. ↑  Tidligere har denne art været betragtet som en del af slægten Sophora og har derfor båret navnet Sophora japonica